# 브살렐 미술 및 디자인 아카데미

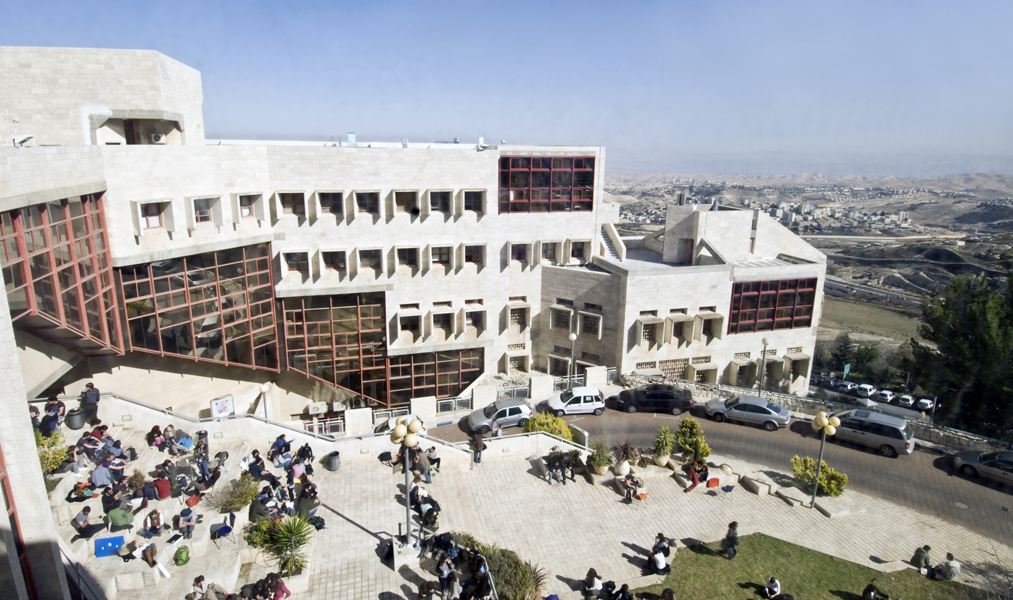

브살렐 미술 및 디자인 아카데미(히브리어: בצלאל, אקדמיה לאמנות ועיצוב) 이스라엘의 예술과 디자인의 국립 아카데미이며, 1906년 예루살렘에 개교하였다.